# PRS Guitars
Paul Reed Smith Guitars (Пол Рид Смит Гитарс) или PRS Guitars (Пи Ар Эс Гитарс) — американская компания, занимающаяся производством электро-, бас- и акустических гитар, а также гитарных усилителей. Основатель компании — гитарист и гитарный мастер Пол Рид Смит. Головной офис находится в городе Стивенсвилл (Stevensville, штат Мэриленд). 
Ранее гитары SE серии собирали в Южной Корее и Индонезии, сейчас производство данной серии сконцентрировано только в Индонезии. Все остальные инструменты производятся исключительно на территории США.

## История
В 1975 году Пол Рид Смит, будучи учеником колледжа, сделал для преподавателя музыки свою первую электрогитару. После отчисления из колледжа Пол открывает небольшую мастерскую по ремонту и изготовлению музыкальных инструментов, где в период с 1976 по 1985 изготавливает гитары по индивидуальным заказам.
В 1982 году изготавливает гитару для одного из самых известных на текущий момент эндорсеров продукции PRS — Карлоса Сантаны.
В 1985 году на вырученные средства и инвестиции от заказчиков Пол открывает компанию PRS Guitars по производству музыкальных инструментов в Аннаполисе, Мэрилэнд.
В этом же году продукция компании впервые появилась на публике на ежегодной выставке NAMM Show, где представила свою первую серийную модель PRS Standard. Корпус первых моделей сделан из красного дерева с кленовым топом. Гриф также изготавливался из красного дерева с палисандровой накладкой и инкрустированными маркерами в виде птиц, которые впоследствии стали символом гитар PRS.
В 1988 году PRS представляет электрогитару с грифом на болтах — PRS CE.
В 1990 году PRS начинает выпуск электрогитар с 22 ладами — PRS EG.
В 2000 году PRS представляет более доступную потребителю линейку гитар PRS SE южнокорейского производства. Производство электрогитар осуществляет компания World Musical Instrument, а акустических гитар — Wildwood.
В 2001 году PRS начинает выпуск электрогитар Singlecut, внешний вид и форма которых напоминает традиционные гитары Les Paul. Компания Gibson подаёт иск о нарушении прав на торговый знак против Пола Рида Смита. Судом был вынесен запрет на выпуск модели Singlecut с конца 2004 года. Впоследствии судья федерального окружного суда Уильям Дж. Хейнс постановил, что PRS Singlecut был лишь имитацией Gibson Les Paul. В 2005 году Апелляционный суд США по шестому округу отменил решение суда низшей инстанции и постановил отклонить иск Gibson, а PRS возобновила производство Singlecut без каких-либо изменений.
C 2013 года PRS выпускает серию PRS S2. В неё входят аналоги гитар из основного производства. Цены на эти инструменты ниже, чем на серию Core. Снижение стоимости производства достигнуто за счет комплектующих, производимых в Корее, но сборка производится в США.
В 2019 году PRS анонсирует новые серию подписных гитар SE: PRS SE Santana Singlecut Trem, PRS SE Paul’s Guitar, и PRS SE Schizoid.

## Логотип и инкрустация

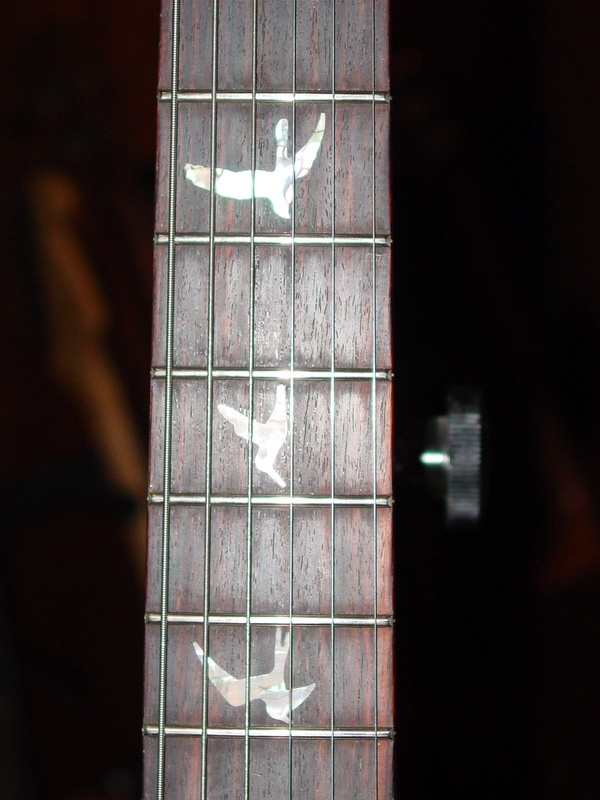
Инкрустация в виде птиц

Мать Пола Рида Смита была орнитологом. В интервью Пол рассказывал, что в детстве они часто ходили вместе смотреть на птиц. В апреле 1976 года Пол изготавливал гитару для британского рок-музыканта Питера Фремптона. Когда пришло время инкрустации маркеров, Пол не раздумывая купил справочник о птицах и начал рисовать эскизы. Самых первых птиц Пол вырезал мелкозубой пилой из старых перламутровых клавиш пианино. Вскоре Пол подал документы на авторское право и патент своего уникального дизайна. Со временем инкрустации для птиц PRS претерпели ряд перерисовок и художественных вариаций, но основа оригинального дизайна Пола осталась неизменной:
- 3 лад — сапсан, обыкновенный сокол;
- 5 лад — лунь;
- 7 лад — колибри;
- 9 лад — крачка;
- 12 лад — ястреб;
- 15 лад — коршун;
- 17 лад — синешейка;
- 19 лад — буревестник;
- 21 лад — приземляющийся орёл;
- 24 лад — сыч.[4]